# Родіонов Ігор Миколайович
Ігор Миколайович Родіонов (1 грудня 1936 року, с. Куракіна Пензенської області — 19 грудня 2014) — державний діяч та військовослужбовець СРСР, а згодом російський політик та громадський діяч, що займається питаннями соціального захисту військовослужбовців та членів їх сімей.
Міністр оборони Російської Федерації (1996–1997), депутат Державної Думи Росії двох скликань (1999–2007).  В 2002–2007 роках — голова Народно-патріотичної партії Росії.